# جوناثان ماهر
جوناثان ماهر (بالإنجليزية: Jonathan Maher)‏ هو لاعب قذف أيرلندي، ولد في 1985.